# Église Saint-Lambert-et-Saint-Blaise
L'église Saint-Lambert-et-Saint-Blaise est un édifice religieux catholique sis à Saint-Lambert, dans les Yvelines (France).

## Description
Édifice du xiiie siècle détruit puis reconstruit dans le deuxième quart du xive siècle (dédicace en 1539 (Lebeuf, p. 340)) et au xixe siècle (adjonction d'un vaisseau sud (ouvertures bouchées en haut du gouttereau sud de la nef).
- Porche du xixe siècle.
- Lanterne des morts détruite après 1952.
- Vitraux non figuratifs de 1960 par François Lorin.
- Statue de la Vierge, qui y est vénérée depuis le xive siècle sous le nom de « Notre-Dame de Vie ». Un pèlerinage pour la défense de la vie y a lieu tous les ans.

Le cimetière est classé aux monuments historiques depuis 1926, l'église est inscrite en 1926, et la cloche en 1944.

## Galerie d'images

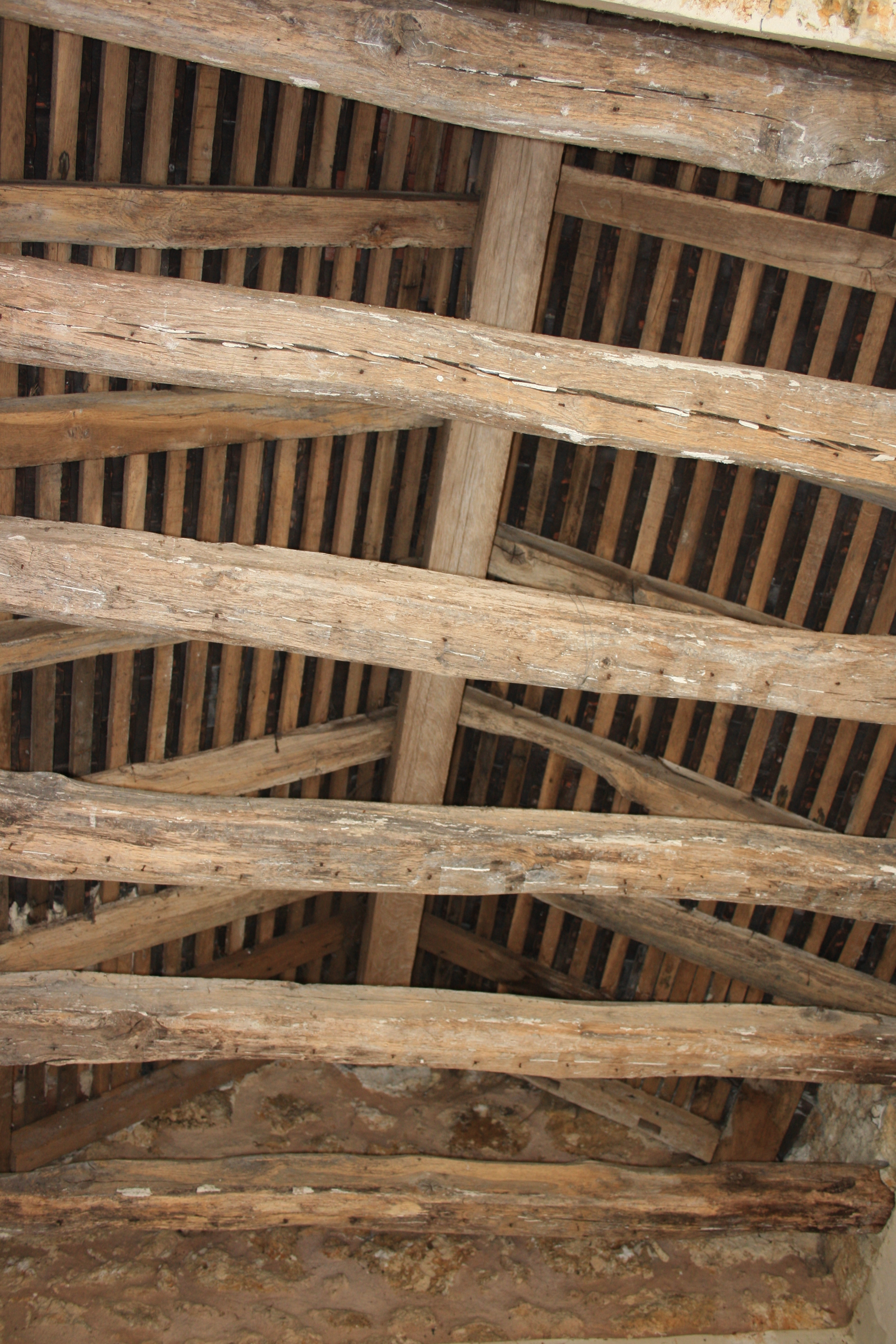
Le toit
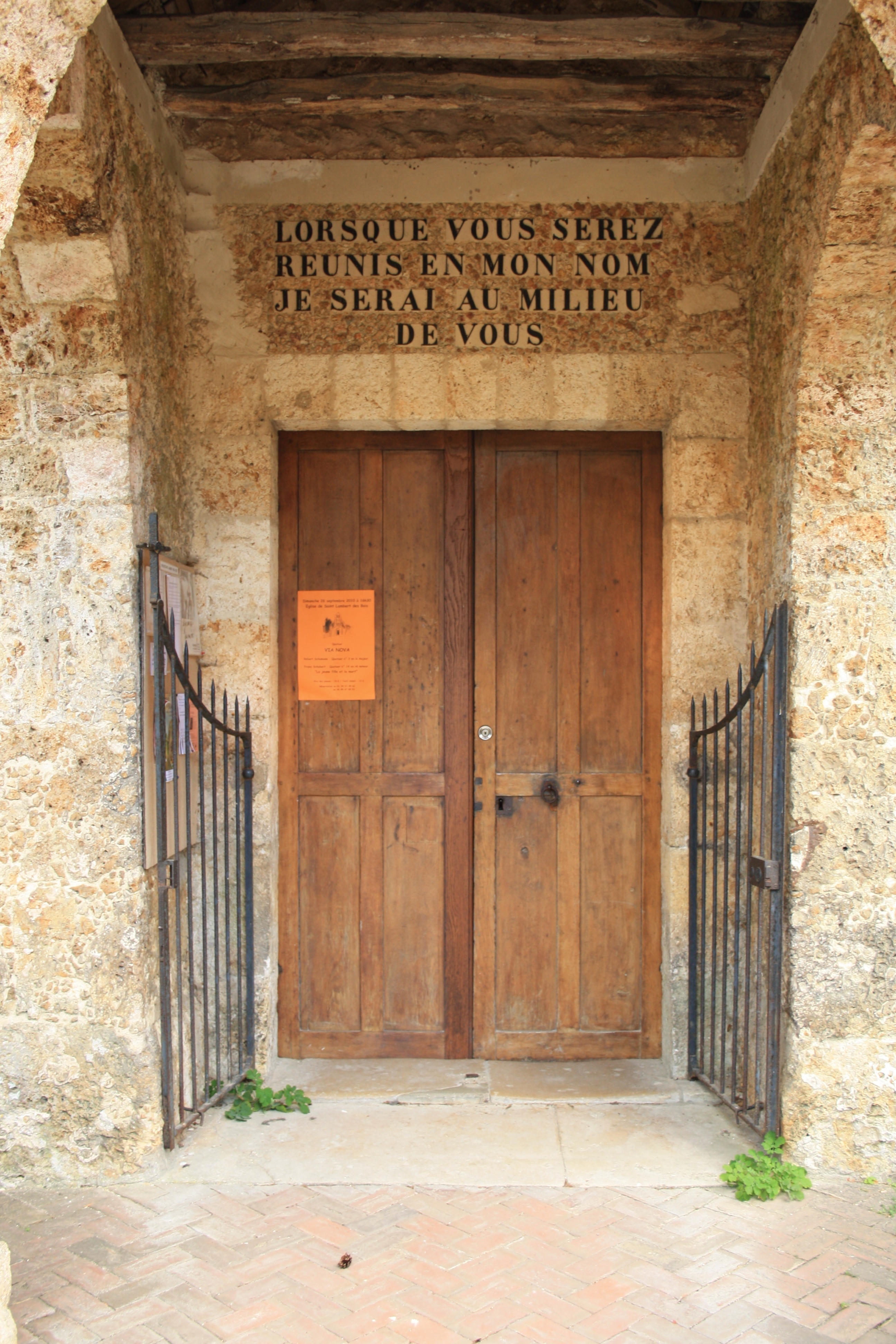
La porte
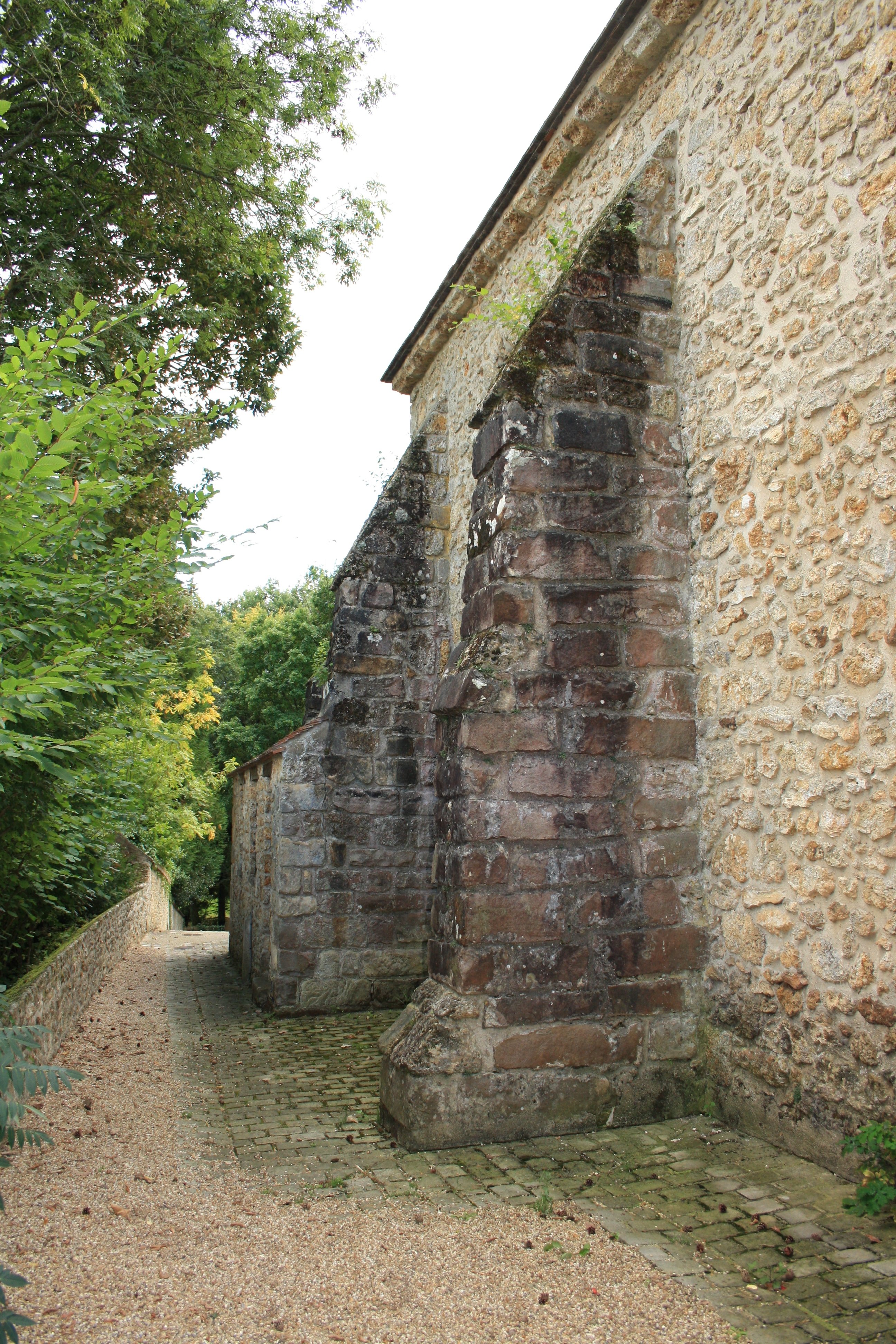
Le côté